# Giorgios Papakonstandinou
Giorgos Papakonstandinou (Grieks: Γιώργος Παπακωνσταντίνου) (Athene, 30 oktober 1961) is een Griekse econoom en politicus.

## Biografie
Papakonstandinou is afgestudeerd aan de London School of Economics en heeft verschillende postdoctorale opleidingen gevolgd. Aan de New York University behaalde hij zijn Master of Arts in de economie en aan de London School of Economics zijn PhD (doctorstitel) in de economie. Van 1988 tot 1998 heeft Papaconstantinou als econoom gewerkt voor de Organisatie voor Economische Samenwerking en Ontwikkeling (OECD) in Parijs. In 1998 werd hij adviseur van de toenmalige premier Konstandinos Simitis op het gebied van de kenniseconomie.
Van 2000 tot 2002  stond hij aan het hoofd van de afdeling van het Ministerie van Economische Zaken die zich bezighoudt met de kenniseconomie. Verder was hij van 2001 tot 2007 gasthoogleraar management aan de Economische Universiteit van Athene. Van 2002 tot 2004 was hij lid van een commissie die het Ministerie van Economische Zaken adviseerde en was hij lid van de Raad van Bestuur van de OTE (Hellenic Telecom Organization S.A., de grootste telecommunicatiemaatschappij van Griekenland) en de Griekse afgevaardigde van het Economic Policy Committee (EPC), een onafhankelijke Europese denktank. Van 2003 tot 2007 doceerde Papakonstandinou economie aan de Universiteit van Athene. Van 2004 tot 2007 was hij economisch adviseur van Giorgos Papandreou jr. In de nationale verkiezingen in 2007 werd hij in het Griekse parlement gekozen als afgevaardigde van het departement Kozani voor de socialistische oppositiepartij PASOK, en in deze positie werd hij eveneens benoemd tot oppositie woordvoerder. In juni 2009 was Papakonstandinou lijstaanvoerder voor Pasok tijdens de verkiezingen voor het Europees Parlement. Na enige maanden gediend te hebben als Europarlementariër werd hij in oktober 2009 benoemd tot minister van Financiën in de regering-Papandreou. Op 17 juni 2011 werd hij bij de herschikking van het kabinet van Papandreou benoemd tot minister van Milieu, Energie en Klimaatverandering. Deze functie behield hij in het kabinet-Papadimos. Hij werd als minister van Financiën opgevolgd door Evangelos Venizelos. Bij het aantreden van het interim-kabinet van Pikrammenos is hij afgetreden.

## Fraudeverdenking
Tijdens zijn ministerschap ontving Papakonstandinou van Christine Lagarde een lijst van Griekse spaarders bij HSBC Zwitserland. Deze lijst staat bekend als de Lagarde-lijst en bestaat uit een spreadsheet met onder andere rond de tweeduizend namen van Griekse spaarders. Het was een elektronisch bestand dat hem in oktober 2010 werd overhandigd tijdens een ontmoeting met Lagarde. Volgens Papkonstandinou heeft hij bij het verlaten van het ministerie van Financiën de gegevensdrager daar achtergelaten, waarna deze is zoekgeraakt. Hij verklaarde deze lijst aan het hoofd van de hoogste financiële opsporingsdienst in Griekenland, de SDEO, te hebben laten zien. Zijn opvolger, Evangelos Venizelos, produceerde later een kopie op een Memory Stick, waarna er een onderzoek plaatsvond dat verder geen gevolgen had.
In oktober 2012 publiceerde de journalist Costas Vaxevanis de Lagarde-lijst, waarna hij gearresteerd werd wegens het schenden van de privacy van de betrokken spaarders op genoemde lijst. Later werd hij hiervan vrijgesproken. Door de ophef die deze zaak veroorzaakte, werd de Lagarde-lijst weer actueel en werd het originele bestand uit Frankrijk opgevraagd. Bij vergelijking van dit bestand met het bestand op de Memory Stick bleken drie namen van familieleden van Papakonstandinou van de lijst op de stick verdwenen te zijn. Papakonstandinou ontkende in een interview op het televisiekanaal NET elke betrokkenheid en stelde er niet van op de hoogte te zijn geweest dat de namen van zijn familieleden op de lijst voorkwamen, maar gaf toe fouten te hebben gemaakt met de afhandeling van de Lagarde-lijst. Er werd een grootschalig onderzoek ingesteld. Het hoogste gerechtshof heeft de Memory Stick opgevraagd. Papakonstandinou is na het bekend worden van deze zaak per onmiddellijk geroyeerd als lid van de PASOK. Na een lange zitting heeft het Griekse parlement op 18 januari 2013 besloten tot een parlementair onderzoek  met 294 stemmen voor en 264 tegen. Voorafgaande aan de zitting verklaarde Papakonstandinou dat het geld van zijn drie familieleden legaal en wit geld was en dat hij het slachtoffer van een smaadcampagne is. Op 11 december 2014 oordeelde de Griekse hoge raad dat Papakonstandinou terecht moest staan vanwege het manipuleren van een officieel document en het schenden van vertrouwen. Hij werd echter vrijgesproken van plichtverzuim. Zijn drie familieleden wiens naam op de lijst Lagarde voorkwamen en die verdacht werden van belastingfraude werden ook vrijgesproken.
Bij de aanvang van de zaak voor een speciaal gerechtshof tegen Papakonstandinou op 25 februari 2015 verklaarde hij onschuldig te zijn en ontkende hij alle aanklachten. Tijdens de zaak verklaarde Yiannis Kapeleris, voormalig hoofd van de SDOE, de Griekse fiscale opsporingsdienst, dat hij nooit een kopie van de lijst heeft ontvangen maar slecht een papieren uitdraai die niet gebruikt kon worden voor opsporingsdoeleinden. Papakonstandinou werd schuldig bevonden aan het het manipuleren van de Lagarde-lijst en werd hiervoor veroordeeld tot een jaar voorwaardelijke gevangenisstraf. Vijf van de dertien rechters achtte hem echter onschuldig omdat er volgens hen onvoldoende bewijs was.

## Persoonlijk leven
Papakonstandinou is getrouwd met de Nederlandse schrijfster van reisboeken Jacoline Vinke en heeft met haar twee zonen. Zijn oom van vaderskant is de politicus Michalis Papakonstandinou.